# Stumpfwinkliges Dreieck
Ein stumpfwinkliges Dreieck ist ein Dreieck mit einem stumpfen Winkel, das heißt mit einem Winkel zwischen 90° und 180°. Dem stumpfen Winkel gegenüber liegt die längste Seite. Die übrigen beiden Innenwinkel des Dreiecks sind dann zwangsläufig spitze Winkel.

## Ausgezeichnete Punkte

Stumpfwinkliges Dreieck mit den vier „klassischen“ ausgezeichneten Punkten,, und darüber hinaus der Mittelpunkt des Feuerbachkreises mit dessen neun ausgezeichneten Punkten und der Eulerschen Geraden

Wie aus dem Bild ersichtlich, liegt beim stumpfwinkligen Dreieck von den vier „klassischen“ ausgezeichneten Punkten der Höhenschnittpunkt {\displaystyle H} (hellbraun) so außerhalb des Dreiecks, dass er dem Eckpunkt mit dem stumpfen Winkel am nächsten liegt. Der Umkreismittelpunkt {\displaystyle U} (hellgrün) liegt ebenfalls außerhalb des Dreiecks, jedoch auf der anderen Seite, also der längsten Seite am nächsten. Der Schwerpunkt {\displaystyle S} (dunkelblau) und Inkreismittelpunkt {\displaystyle I} (rot) liegen innerhalb des Dreiecks.
Der Mittelpunkt {\displaystyle F} des Feuerbachkreises (beides hellblau) liegt in der Mitte der Strecke {\displaystyle {\overline {HU}}} und je nach Form des Dreiecks, innerhalb oder außerhalb des Dreiecks. Auf dem Feuerbachkreis liegen dessen neun ausgezeichnete Punkte. Es sind dies die Seitenmittelpunkte {\displaystyle J,M} und {\displaystyle O,} die Mittelpunkte der sogenannten oberen Höhenabschnitte {\displaystyle E,K} und {\displaystyle N} sowie die Höhenfußpunkte {\displaystyle D,G} und {\displaystyle L.}
Die Bezeichnungen der ausgezeichneten Punkte und deren Positionen sind mit denen des spitzwinkligen Dreiecks vergleichbar.
Die Punkte {\displaystyle U}, {\displaystyle S}, {\displaystyle F} und {\displaystyle H} befinden sich, wie bei allen Dreiecken, auf der Eulerschen Gerade {\displaystyle e} (rot).